# Oblastní rada Chevel Ejlot
Oblastní rada Chevel Ejlot (hebrejsky מועצה אזורית חבל אילות‎, mo'aca ezorit Chevel Ejlot) je oblastní rada (jednotka územní správy a samosprávy) v Jižním distriktu v Izraeli.

## Geografie

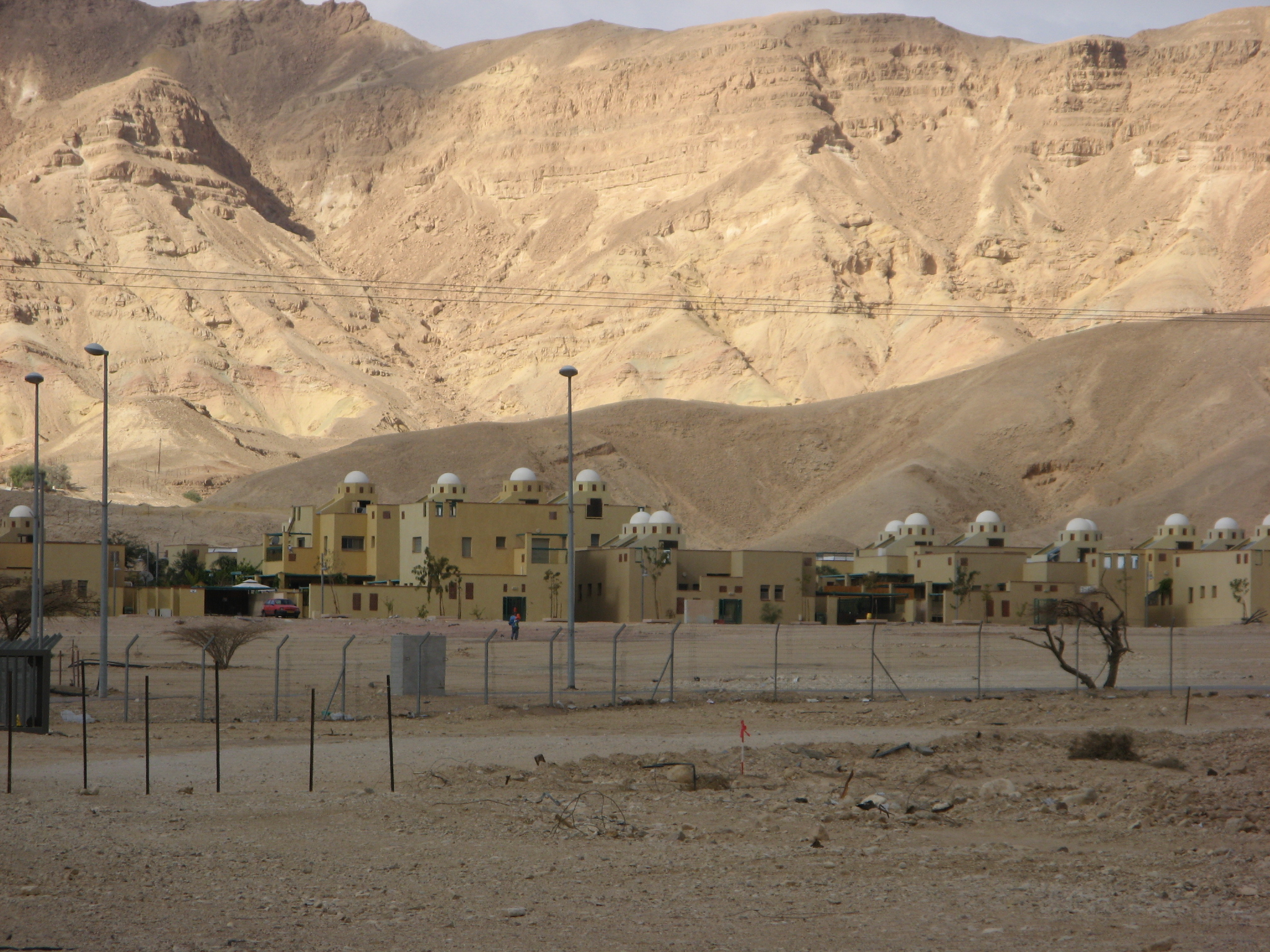
Domy ve společné osadě Be'er Ora

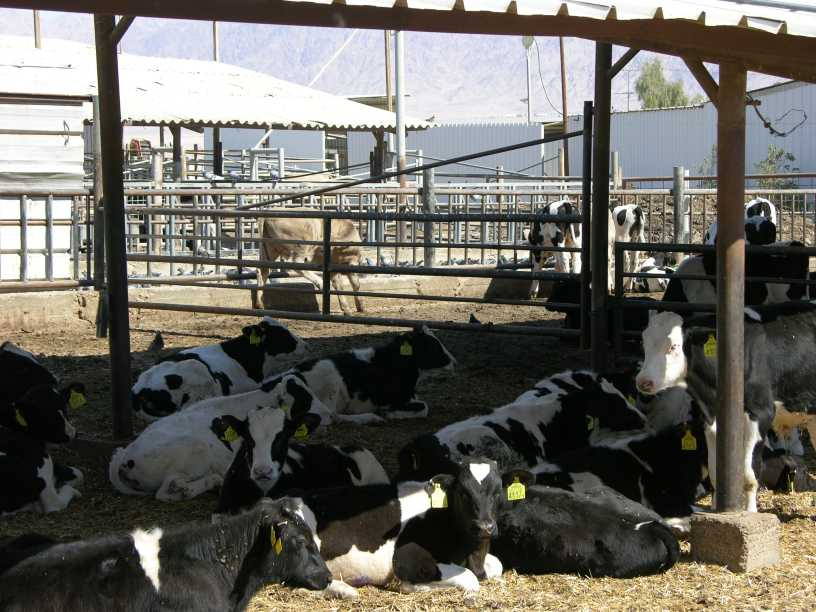
Krávy na farmě v kibucu Ejlot

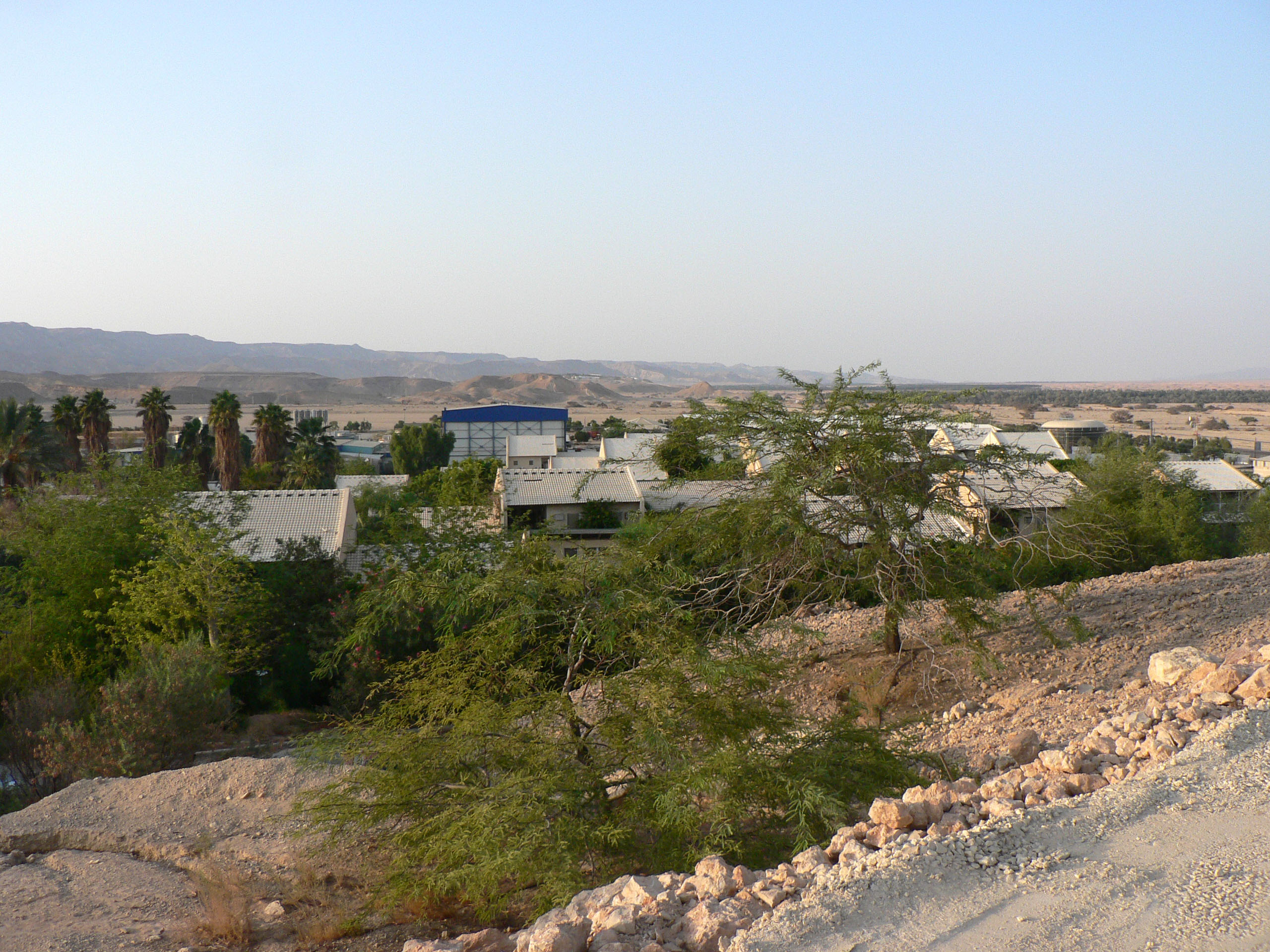
Vesnice Jotvata

Rada se rozkládá na jihovýchodním okraji izraelského území při hranicích s Jordánskem v jižní části příkopové propadliny údolí Vádí al-Araba. Jde o pás řídkého vesnického osídlení, který sleduje dálnici číslo 90, jež je nejdelší severojižní izraelskou silnicí. Západně od něj se zvedá aridní oblast Negevské pouště. Demografickým a ekonomickým centrem regionu je přímořské město Ejlat na pobřeží Rudého moře, které ale pod jurisdikci rady nespadá. Plocha oblastní rady Chevel Ejlot dosahuje 2200 kilometrů čtverečních a jde o nejjižnější oblastní radu v Izraeli.
Na severu sousedí rada s oblastní radou Centrální Arava, na východě s Jordánskem, na jihu s Ejlatem a Egyptem a na západě s Egyptem a centrálním Negevem. Jedná se o pouštní aridní oblast s pouze malým úhrnem srážek během zimy a letními teplotami přesahujícími 40 °C. Flóra i fauna jsou typicky pouštní. Na území rady se nachází přírodní rezervace Timna a Jotvata Chaj Bar. Oblast není díky své vzdálenosti od centrálního Izraele napojena na národní rozvaděč vody. Namísto toho je pitná voda a voda pro zavlažování získávána odsolováním (desalinací) vody z Rudého moře.

## Dějiny
Židovská sídelní síť zde začala vznikat až ve 2. polovině 20. století, tedy po válce za nezávislost a vzniku státu Izrael v roce 1948. Doplňování osídlení zde pokračuje do současnosti, jde stále o velmi řídce osídlenou pouštní krajinu.
Oblastní rada Chevel Ejlot byla založena v roce 1964. Její jméno je odvozeno z verše 1. knihy královské 9:26: „Král Šalomoun dal také udělat lodě v Esjón-geberu, které je blízko Elótu na břehu Rákosového moře v edómské zemi.“ Biblický Elót se nacházel nedaleko současného kibucu Ejlot..
Starostou rady je אודי גת - Udi Gat. Rada má velké pravomoci zejména v provozování škol, územním plánování a stavebním řízení nebo v ekologických otázkách. Sídlo úřadů oblastní rady se nachází v obci Jotvata.

## Seznam sídel
Oblastní rada Chevel Ejlot zahrnuje jedenáct obcí, dvanácté sídlo (Be'er Ora) není zatím administrativně uznáno za samostatnou obec ale má už separátní členský status v rámci oblastní rady. Organizačně jde o deset zemědělských osad kolektivního typu kibuc a dvě společné osady.

### Kibucy
- Ejlot (אילות)
- Elifaz (אליפז)
- Grofit (גרופית)
- Jahel (יהל)
- Ketura (קטורה)
- Lotan (לוטן)
- Ne'ot Smadar (נאות סמדר)
- Neve Charif (נווה חריף)
- Samar (סמר)
- Jotvata (יטבתה)

### Místní osady
- Be'er Ora (באר אורה)
- Šacharut (שחרות)

## Demografie
Podle Centrálního statistického úřadu žilo v oblastní radě k roku 2007 celkem 3300 obyvatel a obyvatelstvo rady bylo téměř výhradně židovské (95,9 %). Roční přírůstek činil 4,3%. K 31. prosinci 2014 žilo v oblastní radě Chevel Ejlot 3700 obyvatel. Z celkové populace bylo 3400 Židů. Včetně statistické kategorie „ostatní“ tedy nearabští obyvatelé židovského původu, ale bez formální příslušnosti k židovskému náboženství jich bylo 3600.
| Rok            | 1972 | 1983  | 1995  | 2006  | 2008  | 2009  | 2010  | 2011  | 2012  | 2013  | 2014  |
| -------------- | ---- | ----- | ----- | ----- | ----- | ----- | ----- | ----- | ----- | ----- | ----- |
| Počet obyvatel | 500  | 1 300 | 2 400 | 3 200 | 3 000 | 3 300 | 3 400 | 3 600 | 3 500 | 3 500 | 3 700 |